# Kyocera
A Kyocera Corporation (京セラ株式会社, Kyōsera Kabushiki-gaisha?) egy japán cég, melynek telephelye Kiotóban, Japánban van.
A Kyocera Corporation kinyilvánította tervét, miszerint napelemei évi energiatermelését 2010-ben 500 MW-ra növeli. Japánban, USA-ban, Európában, Kínában terjeszkedik a cég.
A PV cellák az épület oldalán napfényből generálnak áramot.
A cég többek közt nyomtatókat is gyárt.

## Története
A Kyocera társaságot dr. Kazuo Inamori alapította 1959-ben. Eredetileg Kyoto Ceramic Részvénytársaságnak hívták, mely finomkerámiákkal foglalkozott. A Kyocera Rt nagy változásokon, fejlődésen ment keresztül az idők folyamán, kifejlesztve környezetbarát termékeit, azok gyártási módját, illetve az életminőségre alapuló fókuszt. 
Napjainkban a Kyocera a világ vezető gyártói közé tartozik a high-tech kerámiák, elektromos irodai felszerelések, elektromos alkatrészek, napelemek, mobiltelefonok előállításában. 
A vállalat három kulcsterületet lát el termékeivel: információ és kommunikáció; környezetvédelem; életszínvonal növelése. A Kyocera Részvénytársaság jelenleg 44 000 embert foglalkoztat, több mint 20 nemzetből, kyotoi (Japán) központtal.
A társaság rengeteg szociális támogatást kezdeményezett, beleértve a Kyocera Művészeti Múzeumot, gyerekek utaztatását elősegítő programot és a Kyoto díjat, mely olyan embereket jutalmaz, akik az alábbi 3 kategóriában kiemelkedő eredményt értek el: haladó technológia, alapkutatás, művészet és filozófia.

### Kyocera Mita Részvénytársaság
A Kyocera Mita részvénytársaság két újító[forrás?] vállalat összeolvadásának eredménye. A Kyocera Mita jelenleg[pontosabban?] körülbelül 5000 embert foglalkoztat.
A Kyocera Mita termékei teljes körű megoldást kínálnak a nyomtatás, másolás, szkennelés és faxolás követelményeire; széles termékskálát kínálva.

### Kyocera Mita Európa
A Kyocera és a Mita összeolvadását követően az európai központ 2000 januárjában Hoofddorpba, Hollandiába került. A Kyocera Mita Európa-szerte hatvan országban (ide tartozik Afrika és a Közel-Kelet is) rendelkezik leányvállalatokkal és kizárólagos disztribúciós partnerekkel.